# Корабль (тип православного храма)

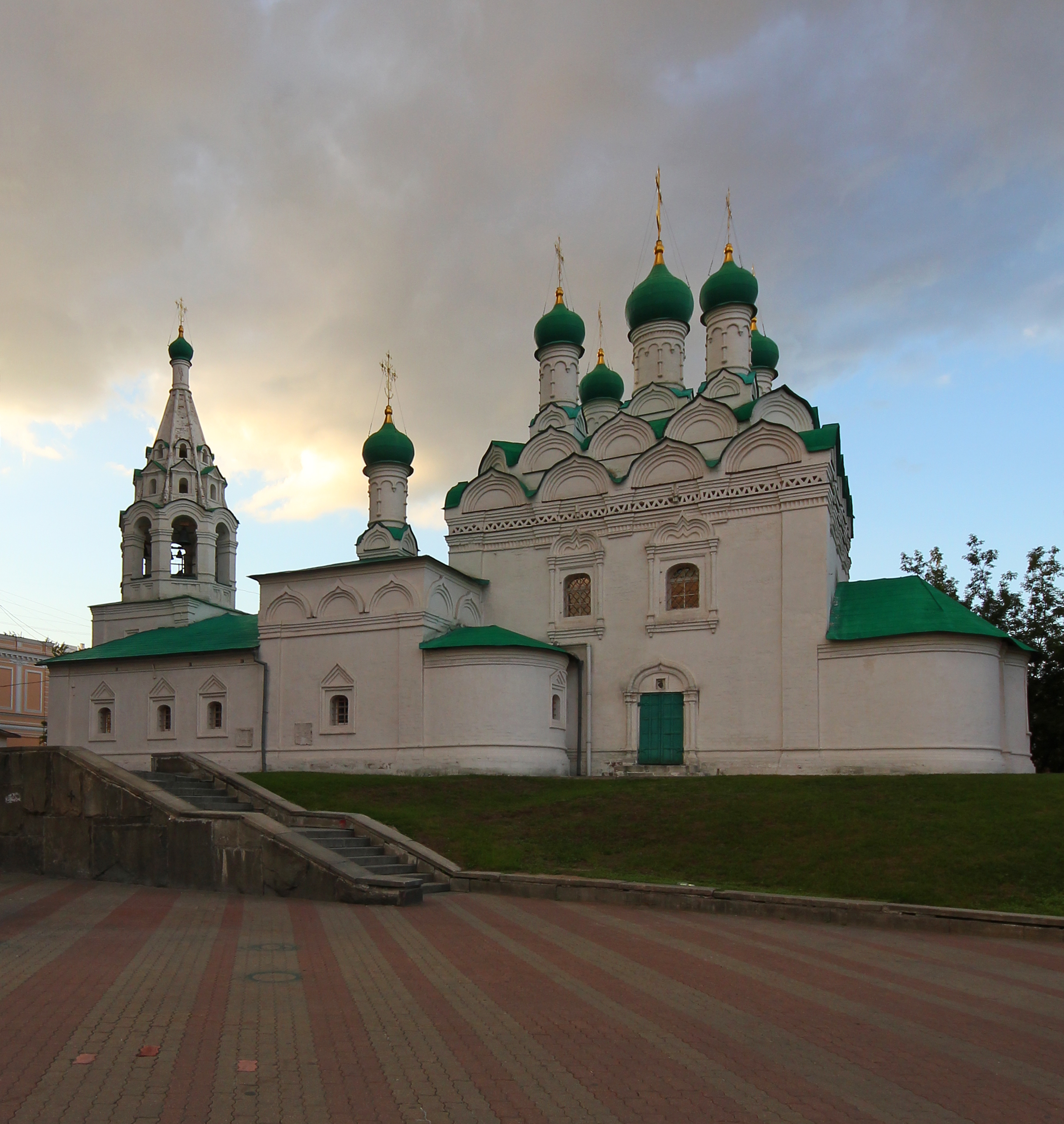
Церковь Симеона на Поварской ― типичный храм «кораблем»

«Кора́бль» — архитектурный тип православного храма, характеризующийся расположением его частей (собственно храма, трапезной и колокольни) в одну линию, образуя единое сооружение, в чём было найдено сходство с кораблём. Получил распространение в XVII веке.
По вопросу точного определения типа существуют различные точки зрения. Согласно одной из них, церковь должна иметь в плане прямоугольную форму. Согласно другой, достаточно соединения друг с другом по продольной оси «запад — восток», форма в плане принципиального значения не имеет. В этом случае большое количество православных храмов может быть отнесено к типу «корабль» из-за популярности расположения храма, трапезной и колокольни в одну линию.
Ряд храмов, перестроенных в XVIII—XIX веках, сохранил планировку «кораблем», так как перестройка велась без изменения основной планировки. Таков, например, Храм иконы Божией Матери «Всех скорбящих Радость» на Большой Ордынке, колокольня и трапезная которого в 1783—1791 годах были перестроены архитектором Василием Баженовым, а основной объем — в 1832 году Осипом Бове.
| |  |  |
| Храм иконы Божией Матери «Всех скорбящих Радость» (Спаса Преображения) в Москве, колокольня и трапезная: 1783—1791 гг., архитектор Василий Баженов, основной объем: 1832, архитектор Осип Бове; южный фасад, план, общий вид |  |  |